# Canon EOS 1100D
Die Canon EOS 1100D (in Japan EOS Kiss X50, in den USA EOS Rebel T3) ist eine digitale Spiegelreflex-Kamera des japanischen Herstellers Canon, die in Deutschland im April 2011 auf den Markt gebracht wurde.

## Technische Merkmale
Der Bildsensor besitzt eine Auflösung von 12,2 Megapixel und arbeitet mit dem DIGIC-4-Prozessor. Die maximale Belichtungsindex beträgt ISO 6400, wobei der Empflindlichkeitsbereich von der Automatik voll ausgenutzt wird.
Die Kamera besitzt einen Video-Modus der eine Auflösung bis 720p bietet. Ergänzend gibt es eine ganze Reihe an Motivprogrammen und Effektfunktionen, die bereits in der Vorschau wirken.